# Franz Pinkl
Franz Pinkl (* 19. März 1956 in Ternitz) ist ein österreichischer Bankmanager.

## Beruflicher Werdegang
Pinkl trat 1973 nach dem Besuch der Handelsschule in Wiener Neustadt in die Volksbank Niederösterreich Süd, registrierte Genossenschaft mit beschränkter Haftung, Wiener Neustadt, ein und absolvierte die Bankausbildung, die er 1982 mit der Geschäftsleiterprüfung abschloss.
1983 wurde ihm die Prokura verliehen und von 1991 bis Jänner 2004 war er Mitglied der Geschäftsleitung und Obmann-Stellvertreter des Vorstandes der Volksbank. 1998 wurde er in den Aufsichtsrat der Österreichischen Volksbanken-Aktiengesellschaft, Wien, gewählt und ab 29. Mai 2002 war er deren Aufsichtsratsvorsitzender.
Mit 1. Februar 2004 wurde Pinkl zum Vorsitzenden des Vorstands der Österreichischen Volksbanken-Aktiengesellschaft bestellt und er übte diese Funktion bis 30. April 2009 aus.
In seine Funktionsperiode fiel 2005 der Erwerb der börsennotierten Investkredit Bank AG durch die Österreichische Volksbanken-Aktiengesellschaft und am 3. November 2008 die Notverstaatlichung der beim Kauf der Investkredit Bank AG mit erworbenen Kommunalkredit Austria AG, Wien.
Mit 1. Juni 2009 wurde Pinkl als Generaldirektor der Hypo Group Alpe Adria, Klagenfurt, bestellt. Durch die von Pinkl angestrebte Notverstaatlichung am 14. Dezember 2009 konnte die Zahlungsfähigkeit der Bank erhalten und das Bundesland Kärnten vor der Pleite gerettet werden. Angeblich verabsäumte Pinkl jedoch Ende 2009 den Aufsichtsrat der Hypo und Hypo-Kontrollore von einer Notfallkreditlinie der BayernLB im Ausmaß von 500 Mio. Euro zu informieren. Wenn dies so war, hat dies womöglich zu einer für die Republik teuren, falschen Risikoeinschätzung durch österreichische Verantwortliche geführt. Ermittelt wird von der Staatsanwaltschaft Klagenfurt in der Angelegenheit auch gegen Michael Kemmer (damals BayernLB-Chef), Stefan Ermisch, Ralph Schmidt und einen weiteren Bayern-Banker.
Die Vorstandsposten wurden vom neuen Eigentümer im Februar 2010 neu ausgeschrieben und Pinkl hat erklärt, sich nicht mehr für den Vorstandsvorsitz in der Bank zu bewerben. Für diese 10 Monate Dienstzeit hatte er Anspruch auf 2,9 Millionen Euro. Nach zähem Poker einigte sich Aufsichtsratschef Johannes Ditz (ÖVP) mit ihm auf 1,875 Millionen Euro Abfertigung.
Landesparteiobmann Stefan Petzner (BZÖ) hatte in der Folge auf Basis des Aktiengesetzes Anzeige wegen des Verdachtes der Untreue gegen den Aufsichtsrat der Hypo Group Alpe Adria – zu dem Pinkl nicht gehörte – erstattet und verhindert damit die Auszahlung der Abfertigung. In einem Polizeibericht wurde Pinkl Mitte 2014 der Bilanzmanipulation und der grob fahrlässigen Beeinträchtigung von Gläubigerinteressen verdächtigt. Pinkl wies dies zurück. Am 5. April 2018 wurde Pinkl und alle anderen Angeklagten vom Landesgericht Klagenfurt freigesprochen. Die Staatsanwaltschaft berief gegen das Urteil, das daher nicht rechtskräftig ist.